# Industriefestigkeit
Als industriefest werden Pflanzen bezeichnet, die auch in einer rauen Umgebung, wie zum Beispiel an einer Autostraße, gedeihen können. Der Sinn dieser Kategorisierung ist, Pflanzen zu beschreiben, die mit geringem Pflegeaufwand in urbanen Gesellschaften überleben können und dabei Menschen trotzdem ein Gefühl von Natur geben. Ein Beispiel sind Zierquitten, die im zeitigen Frühling mit farbigen Blüten sichtbar werden und im späten Herbst durch ihre gelben Früchte beeindrucken.
Weitere Beispiele für industriefeste Pflanzen sind Platanen oder auch Felsenbirnen.
Industriefeste Pflanzen sind nicht zu verwechseln mit Industriepflanzen.